# Sat.1
Sat.1 este un post privat de televiziune german cu sediul în Unterföhring. Fondatorul postului a fost Leo Kirch.

logoul din 1 ianuarie 1985 până în 1986